# Salomon Ehrmann

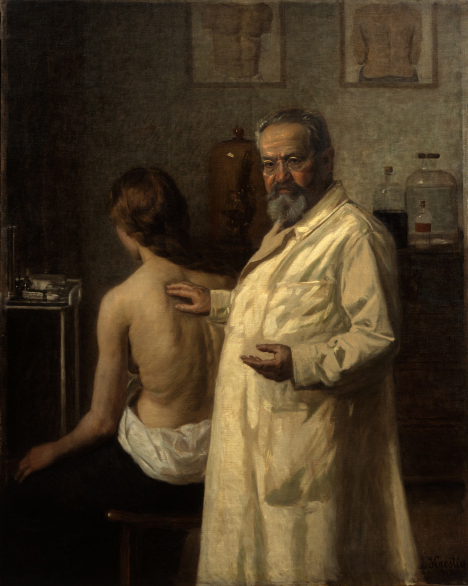
Portrait Salomon Ehrmanns von
Lazar Krestin

Salomon Ehrmann (* 19. Dezember 1854 in Ostrovec, Kaisertum Österreich; † 24. Oktober 1926 in Wien) war ein österreichischer Dermatologe, Sozialmediziner und Professor der Medizinischen Fakultät der Universität Wien.

## Leben
Salomon Ehrmann wurde als Sohn von Marcus Ehrman und Franziska Fanny Ehrmann in Ostrovec geboren. Er studierte zunächst Kunstgeschichte in Prag, wandte sich aber dann der Medizin zu und nahm im Jahr 1874 ein Medizinstudium in Wien auf, das er im Jahr 1880 mit der Promotion beendete. Er arbeitete im physiologischen Institut unter Ernst Wilhelm von Brücke, der das zeichnerische Talent Ehrmanns erkannte und ihn als Demonstrator einsetzte. Ehrmann hörte unter anderem Dermatologie bei Moritz Kaposi. Zwischen 1884 und 1888 war er Assistenzarzt an der Klinik Isidor Neumann. 1887 habilitierte er sich für Dermatologie und Syphilis. 1887 wurde er Privatdozent, 1890 folgte die Titularprofessor. Im Jahr 1908 wurde er als Extraordinarius berufen, bis schließlich im Jahr 1917 der Ruf zum Ordinarius für Dermatologie und Syphilidologie der Universität Wien erfolgte. Bereits im Jahr 1908 wechselte Ehrmann an das Allgemeine Krankenhaus Wien.
Ehrmann wies als erster die „spirochaetae pallidae“ in der Nervensubstanz nach und machte sich um die Bekämpfung der Geschlechtskrankheiten verdient. Er arbeitete über Farbstoffe der Haut, über gewerbliche Schädigungen der Haut und über Syphilis.
Ehrmann war Mitglied der „Österreichischen Gesellschaft zur Bekämpfung der Geschlechtskrankheiten“, Vizepräsident der „Wiener dermatologischen Gesellschaft“, Vorstandsmitglied der „Deutschen Dermatologischen Gesellschaft“ und Ehrenmitglied zahlreicher ausländischer dermatologischer Gesellschaften.
Ehrmann ist der „Wiener dermatologischen Schule“ zuzurechnen, die Mitte des 19. Jahrhunderts um die Mediziner Carl Ludwig Sigmund von Ilanor (1810–1883) und Ferdinand von Hebra (1816–1880) entstand.
Zu den Schülern von Ehrmann gehörte der österreichische Dermatologe Alfred Perutz (1885–1934).
Ehrmann war Vorsteher der Wiener Israelitischen Kultusgemeinde. Auch betätigte er sich im Ehrenkomitee des „Unterstützungsvereines jüdischer Hochschüler aus Galizien in Wien“.

### Verein zur Rettung jüdischer Kinder
Im April 1916 regte die Organisation B’nai B’rith die Gründung eines „Vereins zur Rettung verlassener jüdischer Kinder Galizien und der Bukowina“ an. Ehrmann war zu jenem Zeitpunkt Präsident der Organisation. Er wurde bei der Vereinsgründung maßgeblich unterstützt von der Wienerin Lisette Gelber. Ehrmann wurde erster Vizepräsident des Vereins, der Arzt Edmund Kohn (1836–1929), der am Allgemeinen Krankenhaus Wien tätig war, wurde dessen Präsident. Bis zum Beginn des Jahres 2017 wurden in Galizien und der Bukowina insgesamt 22 Waisenheime und Anstalten ins Leben gerufen, in denen elternlose und schutzbedürftige Kinder aller Konfessionen Zuflucht und Hilfe fanden. In Wien wurden Spenden für die Finanzierung der Projekte gesammelt.

## Auszeichnungen
- Offiziersehrenzeichen mit der Kriegsdekoration für Verdienste um das Rote Kreuz
- Jubiläumskreuz für Zivilstaatsbedienstete[6]

## Publikationen
- 1906: mit Johannes Fick: Kompendium der speziellen Histopathologie der Haut.
- 1907: Beiträge zur Dermatologie und Syphilis : Festschrift gewidmet Herrn Hofrath dr. I. Neumann K. K. O. Ö. Universitäts-Professor in Wien zu seinem fünfundzwanzigjährigen Professoren-Jubiläum.
- 1908: Die Anwendung der Elektrizität in der Dermatologie. Ein Leitfaden für praktische Ärzte und Studierende, Wien und Leipzig 1908.
- 1910: Handbuch der Geschlechtskrankheiten.
- 1912: Vergleichend diagnostischer Atlas der Hautkrankheiten und der Syphilide.